# 奈良県広域消防組合
奈良県広域消防組合（ならけんこういきしょうぼうくみあい、英語: Nara Wide Area Fire Department）は、奈良県に所在する消防本部であり、その本部を橿原市に置く。奈良市・生駒市を除く37市町村（10市15町12村）によって消防組合（一部事務組合）として設立された。

## 概要
総務省消防庁が推進している消防広域化に伴って2008年の3月に奈良県では県内13本部を1本部に統合する消防広域化計画を策定した。翌年4月に広域化協議会が発足するも2012年に奈良市と生駒市が離脱した。
2013年に残る11本部で奈良県広域消防運営計画を策定し2014年4月1日に山辺広域行政事務組合消防本部、桜井市消防本部、五條市消防本部、大和郡山市消防本部、西和消防組合消防本部、宇陀広域消防組合消防本部、葛城市消防本部、吉野広域行政組合消防本部、中和広域消防組合消防本部、中吉野広域消防組合消防本部、香芝・広陵消防組合消防本部が統合して発足した。
2016年度に救助体制の強化のために橿原消防署に高度救助隊、西和消防署・五條消防署・天理消防署に特別救助隊を新設した。将来的には特別高度救助隊を創設を目指す。
組合に参加する構成自治体
大和高田市、大和郡山市、天理市、橿原市、桜井市、五條市、御所市、香芝市、葛城市、宇陀市、山辺郡山添村、生駒郡平群町、三郷町、斑鳩町、安堵町、磯城郡川西町、三宅町、田原本町、宇陀郡曽爾村、御杖村、高市郡高取町、明日香村、北葛城郡上牧町、王寺町、広陵町、河合町、吉野郡吉野町、大淀町、下市町、黒滝村、天川村、野迫川村、十津川村、下北山村、上北山村、川上村及び東吉野村

## 特徴
奈良県内において、奈良市と生駒市を除く全市町村が参加する消防広域化により、面積の約80％・人口の約60％を管轄しており、特に管轄区域の面積では日本有数である。日本最大の面積を管轄する消防本部は、北海道十勝総合振興局内の全市町村を管轄するとかち広域消防事務組合であり、その管轄面積は10,832km²である。
また県内全39市町村のうち37市町村が参加するその規模は、消防事務組合としては日本最大級の消防組織となる。
なお東京都において稲城市及び島嶼部（伊豆諸島及び小笠原諸島）を除く都内大半の地域を管轄する東京消防庁については事情が異なる。設立の経緯上、特別区の連合体としての東京都が区部を担当する消防本部として東京消防庁を設置し、そこに多摩地域の29市町村が消防組織法第31条及び地方自治法第252条の14に基づく消防事務委託制度により委託する形である。このため厳密には「52の区市町村が一部事務組合に参加」しているものではない。東京消防庁の管轄区市町村数としては本組合より多いものの、その参加規模としては比較できるものではない。
会計の統合化
令和3年度より、旧消防本部を構成する自治体毎の全特別会計をだったものを組合の一般会計として一本化している。
これにより、組合主導で市町村境にとらわれずに消防署等を適正配置していく道筋を整えた。
加えて、従来であれば各消防本部毎に配備しないといけないような車両・装備、特に出動頻度の低いもの・高額のものを、重複配備することなく効率的に分散配備できるようになった。また交通・地理的特性を踏まえ、葛城消防署に「拠点機能形成車」、天理消防署に「支援車」、大和郡山消防署に「消防用重機及び重機搬送車」、五條消防署に「津波・大規模風水害対策車」を配備し、管轄区域内・北和2市を含む県内は元より高速道路網を活用して大阪府、三重県・愛知県、和歌山県等の近隣府県への応援にも柔軟に対応し得る体制を確立している。
県全域へのユニバーサルサービスの提供
人口希薄・過疎化、財政上の都合により常設消防を設置できていなかった野迫川村への消防分署の設置（他消防署ではなく消防本部直轄）及び救急救命士の配置（救急車は村役場から譲渡）、人口・消防規模に比して面積が広大な吉野地方（吉野郡だけで奈良県面積の半分以上となる約55％を占める）が抱える災害リスク（水害・山林火災等）に対し発災当初から県を挙げて広域応援できる体制を確保する等のスケールメリットがある。一方で、それらを負担増と捉える北和2市の協議会・組合設立からの離脱も課題として残る。

## 組織
- 消防本部[9]
  - 総務部 - 総務課（総務係、広報公聴係）、財政課（財政係、契約係）、施設管理課（装備係、庁舎係）、情報システム課（情報推進係）
  - 人事部 - 人事企画課（企画係、人事係）、職員課（健康推進係、給与係）
  - 警防部 - 警防課（警防係、調査係、救助装備係）、救急課（救急管理係、救急指導係）、救急ワークステーション（救急研修係）、通信指令課（システム管理係、指令係）
    - 中央方面隊（消防本部内に常駐）[10]
    - 北部方面隊（大和郡山消防署内に常駐）
    - 南部方面隊（大淀消防署から五條消防署内に一時配置換え、大淀消防署庁舎の建て替え後に南部拠点署として復帰予定）

  - 予防部 - 予防課（予防係）、査察規制課（危険物係、査察係、特別査察隊）
- 組合事務局 - 企画課、調整課、コンプライアンス推進課
- 会計室
- 各消防署
- 議会事務局
- 監査委員事務局
- 公平委員会事務局

## 主力機械
- 消防ポンプ車：38
- 水槽付き消防ポンプ車：15
- 救急車：60
- はしご車：5
- 化学車：4
- 救助工作車：11
- 指揮車：21
- その他：95

【主力機械に関する参考文献：令和5年消防統計】

## 沿革
- 2008年3月：奈良県が県内13本部を1本部に統合する「奈良県市町村消防の広域化推進計画」を策定
- 2009年4月：「奈良県広域化協議会」を設立
- 2012年1月：協議会から奈良市と生駒市が脱退
- 2012年5月：残る11本部で「奈良県広域化協議会」を再編成
- 2012年12月：「奈良県広域消防運営計画」を策定
- 2013年9月3日：奈良県知事の立会いのもと、37の構成団体（大和高田市、大和郡山市、天理市、橿原市、桜井市、五條市、御所市、香芝市、葛城市、宇陀市、山添村、平群町、三郷町、斑鳩町、安堵町、川西町、三宅町、田原本町、曽爾村、御杖村、高取町、明日香村、上牧町、王寺町、広陵町、河合町、吉野町、大淀町、下市町、黒滝村、天川村、野迫川村、十津川村、下北山村、上北山村、川上村及び東吉野村）の市町村長による「奈良県広域消防組合設立に関する協議書」の調印（署名）式が挙行[11]
- 2014年3月1日：五條市消防本部・五條消防署新庁舎、西吉野救急出張所運用開始[12]
- 2014年3月1日：山辺広域行政事務組合消防本部・天理消防署新庁舎仮運用開始
- 2014年4月1日：山辺広域行政事務組合消防本部、桜井市消防本部、五條市消防本部、大和郡山市消防本部、西和消防組合消防本部、宇陀広域消防組合消防本部、葛城市消防本部、吉野広域行政組合消防本部、中和広域消防組合消防本部、中吉野広域消防組合消防本部、香芝・広陵消防組合消防本部が統合して発足[13]。天理消防署が天理市田井庄町481-5の旧庁舎から富堂町10-3の新庁舎に移転。葛城市消防署を葛城消防署に改称。[14]吉野広域消防署を吉野消防署に改称[15]
- 2016年
  - 4月5日：橿原消防署に高度救助隊、西和消防署・五條消防署・天理消防署に特別救助隊を新設[4]
  - 4月12日: 奈良県広域消防組合野迫川分署開署式を挙行する[16][17]
- 2017年1月：桜井消防署が桜井市粟殿432-1の旧庁舎から上之庄327の新庁舎に移転[18]（跡地には桜井市役所が新築移転）
- 2019年4月：桜井南出張所が桜井消防署に整理統合されて廃止（建物自体は桜井市消防団第1分団・第2分団が引き続き入居）
- 2026年4月：磯城消防署が田原本町八尾72から宮古433-1に新築移転（予定）
- 2026年中：大淀消防署を同位置に置いて新築建替（予定）

## 消防署
| 消防署・消防分署 | 旧名称                                  | 住所                                       | 分署                                                                                       | 出張所                                                  | 分遣所                         |
| ---------------- | --------------------------------------- | ------------------------------------------ | ------------------------------------------------------------------------------------------ | ------------------------------------------------------- | ------------------------------ |
| 天理消防署       | 山辺広域行政事務組合消防本部 天理消防署 | 天理市田井庄町481-5→天理市富堂町10-3へ移転 |                                                                                            | 東：天理市福住町4792-26                                 |                                |
| 山添消防署       | 山辺広域行政事務組合消防本部 山添消防署 | 山辺郡山添村大西942-5                      |                                                                                            |                                                         |                                |
| 磯城消防署       | 山辺広域行政事務組合消防本部 磯城消防署 | 磯城郡田原本町八尾72                       |                                                                                            |                                                         |                                |
| 桜井消防署       | 桜井市消防本部 桜井市消防署             | 桜井市粟殿432-1→桜井市上之庄327に移転      |                                                                                            | 桜井南：桜井市桜井281-13→2019年4月本署に整理統合        | 桜井東：桜井市吉隠340-1        |
| 五條消防署       | 五條市消防本部 五條市消防署             | 五條市今井4-3-23                           | 大塔：五條市大塔町辻堂41 十津川：吉野郡十津川村折立200-1                                   | 西吉野救急：五條市西吉野町城戸26-5                      |                                |
| 大和郡山消防署   | 大和郡山市消防本部 大和郡山消防署       | 大和郡山市本庄町300                        |                                                                                            |                                                         |                                |
| 西和消防署       | 西和消防組合消防本部 西和消防署         | 北葛城郡王寺町王寺1-1-3                    | 北：生駒郡平群町梨本376 東：生駒郡安堵町東安堵字番条垣内957 南：北葛城郡上牧町桜ヶ丘2-20-1 |                                                         |                                |
| 宇陀消防署       | 宇陀広域消防組合消防本部 中消防署       | 宇陀市榛原萩原1230                         | 南：宇陀市大宇陀守道44-4 北：宇陀市室生大野2423-1 東：宇陀郡御杖村土屋原1613               |                                                         |                                |
| 葛城消防署       | 葛城市消防本部 葛城市消防署             | 葛城市中戸475                              |                                                                                            |                                                         |                                |
| 吉野消防署       | 吉野広域行政組合消防本部 吉野広域消防署 | 吉野郡吉野町宮滝17-1                       |                                                                                            |                                                         | 北山：吉野郡下北山村下池原67-1 |
| 橿原消防署       | 中和広域消防組合消防本部 橿原消防署     | 橿原市慈明寺町149-3                        |                                                                                            | 北：橿原市豊田町402 東：橿原市小房町9-23                |                                |
| 高田消防署       | 中和広域消防組合消防本部 高田消防署     | 大和高田市大中19-7                         |                                                                                            | 東：大和高田市東雲町6-5 南：大和高田市出226-1           |                                |
| 御所消防署       | 中和広域消防組合消防本部 御所消防署     | 御所市蛇穴250-1                            |                                                                                            |                                                         |                                |
| 高市消防署       | 中和広域消防組合消防本部 高市消防署     | 高市郡高取町観覚寺614                      |                                                                                            |                                                         |                                |
| 大淀消防署       | 中吉野広域消防組合消防本部 大淀消防署   | 吉野郡大淀町土田187-1                      |                                                                                            |                                                         |                                |
| 下市消防署       | 中吉野広域消防組合消防本部 下市消防署   | 吉野郡下市町善城152                        |                                                                                            | 黒滝：吉野郡黒滝村寺戸228-1 天川：吉野郡天川村中谷125-1 |                                |
| 香芝消防署       | 香芝・広陵消防組合消防本部 香芝消防署   | 香芝市本町1462                             |                                                                                            |                                                         |                                |
| 広陵消防署       | 香芝・広陵消防組合消防本部 広陵消防署   | 北葛城郡広陵町疋相374-1                    |                                                                                            |                                                         |                                |
| －               | （組合設立後に新設・消防本部直轄）      |                                            | 野迫川：吉野郡野迫川村北股34                                                               |                                                         |                                |